# Cadignano
Cadignano è una frazione del comune italiano di Verolanuova, in provincia di Brescia. È stato comune autonomo fino al 1927.

## Geografia fisica
La frazione è caratterizzata da un territorio pianeggiante solcato dai percorsi dello Strone e della roggia Fiumazzo.

## Storia
La prima attestazione scritta su Cadignano risale al 1192 all'interno dell'atto dei feudi di Leno che attesta la consistenza del feudo di un certo Delfino di Cadignano.
Il Bonaglia (1972) ipotizza un'origine celtico-gallica sia per questo abitato sia per la vicina Verolanuova. Il nucleo originario di Cadignano insiste su un precedente decumano della centuriazione romana cremonese, parallelo all'attuale strada San Paolo – Cadignano – Manerbio.
Come per Verolanuova, durante il regno di Desiderio (760) il territorio di Cadignano fu donato all'Abbazia di Leno. Sembra accertato ancora che dopo il Mille Cadignano come paese non esistesse ancora, ma facesse parte di un comprensorio di alcune "curtes", collegate tra loro da una strada rotabile di origine romana, e di un ospizio "curtis" intitolato ai Santi Nazaro e Celso.
Le opere di bonifica e l'aumento di popolazione fecero poi di Cadignano un ricco centro agricolo, tanto che nel Quattrocento è accertata l'esistenza di un castello e del Comune. Sulla strada per Scarpizzolo sono certe la presenza di un fabbro e di un mulino. Da un documento del 1195 sembra ci fosse a quel tempo un monastero benedettino nel paese.
Sul territorio è individuabile il quadrilatero medioevale più antico: est e sud sono delimitati dal Fiumazzo, il lato ovest dallo Strone, quello nord dalla strada romana.
Nel XIV secolo, Cadignano ottenne l'autonomia municipale come attestato dall'Estimo Visconteo del 1385, in cui il nuovo Comune fu descritto come appartenente alla quadra di Quinzano. L'istituto municipale si trovò a gestire parte dei beni monastici dell'abbazia lenese dato che questa, per motivi politici, religiosi e tecnico - economici, nello stesso periodo era entrata in decadenza.
Nel 1410 si ha la prima testimonianza della parrocchia. Durante l'epoca veneta, il comune fu mantenuto all'interno della quadra quinzanese.
Durante le varie fasi dell'epoca napoleonica (1797 - 1814), Cadignano inizialmente fu assegnato al Cantone del Basso Oglio della Repubblica Bresciana (1797) per poi essere inserito nel Distretto dello Strone, quando l'effimera istituzione repubblicana confluì nel Dipartimento del Mella della Cisalpina (1798). Nel riassetto della seconda repubblica cisalpina (1801) fu inglobato nel distretto III di Verola Alghisi, sempre del Dipartimento del Mella, per poi entrare nel Cantone I di Verolanuova del distretto III avente medesimo capoluogo, quando furono ridefiniti gli enti locali del nuovo Regno d'Italia (giugno 1805).
Qualificato come comune di terza classe, nel 1810 ricevette il territorio del soppresso comune di Faverzano.
A seguito del passaggio delle province lombarde all'asburgico Regno Lombardo-Veneto, l'abitato perdette il territorio di Faverzano, che riacquisì l'autonomia municipale, e fu assegnato al Distretto XI (dal 1853, XII) di Verolanuova della provincia di Brescia. Dopo la seconda guerra d'indipendenza entrò a far parte del Regno di Sardegna (dal 1861, Regno d'Italia) e fu inserito, con Legge 23 ottobre 1859, nel mandamento I di Verolanuova a sua volta appartenente all'omonimo circondario della Provincia di Brescia.
Durante l'operazione di ridefinizione degli enti territoriali municipali operata dal regime fascista e a seguito del Regio Decreto 15 dicembre 1927, n. 2509, il comune di Cadignano fu soppresso assieme a quello di Verolavecchia: i territori di entrambi furono assegnati a Verolanuova.

## Monumenti e luoghi d'interesse
- Castello: resti.
- Palazzo Maggi (detto anche Scanzi): l'esterno è caratterizzato da una torre cinquecentesca con volto sottostante dal quale si accede nella corte. L'interno è dotato di affreschi di Lattanzio Gambara[7].